# Gobiesox punctulatus
Gobiesox punctulatus — вид риб родини Присоскоперові (Gobiesocidae). 

## Поширення
Вид трапляється на заході Атлантичного океану, у Мексиканська затока та Карибському морі.

## Опис
Риба сягає завдовжки до 6,3 см.